# 饶洋镇
饶洋镇，是中华人民共和国广东省潮州市饶平县下辖的一个乡镇级行政单位。

## 行政区划
饶洋镇下辖以下地区：
祠东社区、上山村、陈坑村、赤棠村、溪背楼村、杨慈埔村、陈本村、山前村、石北村、大楼村、中先村、埔下村、南星村、安全村、龙兴村、大埔背村、岗下村、三乐屋村、八瓜洋村、名扬村、祠北村、凤岗村、水东村、水西村、蓝屋畬族村和水南村。

## 信仰
水西村
- 水口仁寿寺:供奉佛母娘娘

八瓜洋村
- 三山国王庙:供奉三山国王

赤棠村
- 仙岩寺:供奉佛母娘娘

## 姓氏由來
林姓， 福建莆田县林茂公之后代，茂公裔孙中的一支后迁至福建宁化县石壁村，裔孙林真福，世居福建汀州府宁化县石壁里，元末明初，因战乱，兄弟亲疏8人，挈眷避于广东饶平县坪上乡。至元初嫡孙林根德，迁入广东饶平弦歌都石头乡（今为饶洋镇石头村）安石楼。根德公六世裔孙温恭公，公生於明洪武二十一年，因明乱为兵随军往江南做生意，后其妣徐氏母子去下村而迁饶洋河口，为河口林氏开基祖。
詹姓， 先祖原居江西广昌县，宋靖康间，因避金兵寓福建宁化。宋末，东潞之父携八郎，九郎入广东海阳县。元初入饶平。祖居饶平县钱塘、白水塘后徒上饶西瓜园。其後派居饒平上饶、饶洋、新丰、三饶等地。
陈姓， 南宋宁宗（公元1195—1201年）陈自强科举中状元，其子后为福建宁化知县，定居福建汀州宁化石壁村。明成化初年陈廷植由福建宁化迁居今广东饶平县饶洋镇洋较埔。陈氏另一房也迁至今新丰上葵陈屋。
吴姓， 吴氏先祖由福建省汀州府宁化县石壁村迁入龙岩，再由龙岩迁入广东大埔县。清顺治年间（公元1644－1662年）由大埔迁至饶平县饶洋吴屋。
蓝姓， 蓝氏先祖，明朝洪武年间自福建漳浦移居迁入广东大埔县，明嘉靖年间再由大埔移入饶平饶洋蓝屋村，在此已居住数百年。
蓝姓， 蓝屋畲族祖先于600多年前从福建龙海到广东饶平杨梅山（今蓝屋）一带定居落户，开枝散叶。
邱姓， 始于宋朝邱法言，号三郎。邱法言由河南迁居福建汀洲宁化石壁村丘家坊，三子三五郎，居福建宁化，登进士，诰授奉直大夫。裔孙邱庚孙，明初随母张氏从福建上杭县迁广东饶平县饶洋水口乡。三子邱伯春房衍传于饶平下寨、新丰坝子、建饶白花洋。
劉姓， 始祖開七公，南宋居福建汀州寧化石壁村。六世祖文和公，初居广东饶平县元歌都新安寨，今饒洋赤棠村。刘文和三子刘珮（第152世），字朝奉，号四九郎，从饶平新安寨移居石井乡，生一子建阳。八世祖刘建阳，官至颍州通判，先从饶平县饶洋石井乡迁居汫洲乡，最后创居海阳县溪口乡（今浮山溪口）。
何姓， 始祖何大郎。原南京直隶庐江郡人何旦，又称何太郎，生于唐景福元年，后梁龙德2年任福建宁化县尹。任满解组，次岁往广东梅洲，复由梅洲至潮洲，莅岩前（闽粤交界处），后在福建汀州定居。他是战国时韩国末代君主韩王安第36代孙，生五子一女。其后裔于宋末元初，为避战乱大规模迁移，直接由武平进入广东蕉岭、大埔、梅县，再分支各地。明武宗正德年间，世居广东大埔县湖寮乡双坑村的何姓第61代裔孙何石泉，迁入饶平县饶洋名扬楼村，是为今天潮汕何姓之入潮始祖。
簡姓， 簡氏於元朝至順四年(公元1333年)由福建上杭縣遷至廣東海陽縣弦歌都(今饒平饒洋)，饒洋鎮有個簡屋自然村，人口600多人，村民姓簡，是饒平縣唯一簡姓村。清朝初年有裔孫外遷台灣以及豐順縣等地。簡屋村有一座簡氏宗祠，堂號“光裕堂”，建於明嘉靖十一年(1532年)，清代中期曾經重修。
黄姓， 七十四郎，黄林公，因世乱，见广东大埔枫朗本村金苏二姓时引匪类横行抢劫，不得居住，遂移居大埔角新村，初借林家乾屋住之，开基后建祠宇，即今龟屋“德庆堂”，坤山艮向分金，传下裔孙黄奠邦，中乾隆科四十二年丁酉科(公元1777年)福建武解元，官南靖县分府，封中宪大夫。妣陈氏大十一娘、张氏一十三娘，生子：荣直(荣正)。后裔支分广东大埔枫朗镇之新村、石圳、王兰、仙子下、大埔县平原镇逆流。裔孙万三郎迁饶平县饶洋黄金塘为开基始祖。
邓姓， 明代中期，邓氏先祖从广东饶平下善迁到石井竹子坑，再移石井梅林坝筑楼创业，建有圆形土楼，俗称邓屋（今属中先村）。繁衍至清代邓氏人口约有200人，后陆续外迁。
纪姓， 明朝成化十三年（1477年），饶平建县，纪启创自来鸥汀背(今汕头龙湖鸥汀街道中南部）即到饶平创业，居住于天马山下(今三饶南山)，为饶平纪姓始迁祖。纪启创生有三子，长子居住于岭前南山,，二子居住于岭后葛藤埔(今饶洋镇)，三子居住于东洋屯(今浮滨镇)。